# Saad Mohamed el-Hussejn El Šazlí
Saad Mohamed el-Hussejn El Šazlí (1. dubna 1922 Basyoun – 10. února 2011 Káhira) byl egyptský voják, generál a jeden z velitelů egyptské armády během Šestidenní války, Opotřebovací války a Jomkipurské války. V 70. letech 20. století byl jako kritik dohod z Camp Davidu odvolán z armádních postů a působil jako velvyslanec ve Velké Británii a Portugalsku. Poté žil v Alžírsku jako politický uprchlík. Mezi jeho nejvýznamnější počiny patří naplánování a úspěšné provedení operace Badr, při které se egyptské armádě na počátku Jomkipurské války podařilo úspěšně zachytit východní břeh Izraelem obsazeného Sinajského poloostrova.

## Mládí
Narodil se v obci Shafratna v Guvernorátu Gharbíja. V nedaleké obci absolvoval základní školu. Když mu bylo 11 let, rodina se přestěhovala do Káhiry. V Káhiře absolvoval střední školu. V roce 1939 nastoupil do Vojenské akademie, kterou ukončil v hodnosti poručíka v roce 1940. V roce 1943 se oženil s dcerou ředitele vojenské akademie. S ní měl později tři dcery. Bojoval ve 2. světové válce a zúčastnil se i arabsko-izraelské války v roce 1948.

## Vojenská kariéra
Během převratu svobodných důstojníků 23. července 1952 se přidal na stranu skupiny Gamála Násira a podílel se na převratu ve vojenské škole College Elements of War. V roce 1953 absolvoval parašutistický výcvik v USA. Po návratu do Egypta, v roce 1954 se stal zakladatelem první egyptské parajednotky. Na výcviku jednotky se podíleli američtí Rangers. V roce 1956, během Suezské krize velel praporu výsadkářů. Výsadkářům po válce velel do roku 1959.
V roce 1960 byl, již v hodnosti plukovníka vyslán do Konga jako velitel paradesantní jednotky. Jednotka v Kongu působila v rámci smíšené egyptsko-syrské jednotky působící pod praporem OSN. Poté, co došlo v Kongu k převratu byl arabský kontingent z Konga stažen. V letech 1961 až 1963 působil jako vojenský atašé ve Velké Británii. Po svém návratu z Velké Británie byl v letech 1965 až 1966 pověřen velením 1. egyptské pěší divize při jejím působení v Jemenu.

## Šestidenní válka
Během Šestidenní války velel na Sinaji smíšené jednotce sestávající z dvou praporů výsadkářů, pěšího praporu a tankového praporu. Po zničení egyptského letectva se izraelskému letectvu podařilo získat nad Sinajským poloostrovem úplnou vzdušnou kontrolu. Egyptské jednotky na Sinaji ztratily spojení s vrchním velením a chaoticky se pokoušely ustoupit na západ, za Suezský průplav. Šazlí své jednotky naopak vedl na východ až na okraj Negevské pouště, kde 6. a 7. června zaujal postavení mezi horami, čímž své jednotky chránil před izraelským letectvem. Po navázání spojení s vrchním velením začal přesouvat své jednotky přes Sinaj zpět do Egypta, což se mu nakonec podařilo. Jeho působení během Šestidenní války mu v egyptské armádě zjednalo vysoký respekt.
Po válce byl pověřen velením kombinovaných jednotek výsadkářů a speciálních sil, což vykonával v letech 1967 až 1969. V letech 1970 až 1971, během Opotřebovací války byl pověřen velením v celé vojenské oblasti Rudého moře.

## Jomkipurská válka
Po Násirově smrti a poté, co se nový vůdce Sadat rozhodl vést proti Izraeli další válku, přidal se Šazlí v egyptské armádě na stranu přívrženců tzv. omezené války. Poté, co byl jmenován náčelníkem generálního štábu egyptské armády byl pověřen vypracováním plánu na přechod Suezského kanálu a zachycení části Sinajského poloostrova. Plán s názvem operace Badr byl egyptskou armádou proveden 6. října 1973. Jak naplánování, tak provedení operace jej dodnes považováno za jednu z nejlepších výsadkových operací.
V dalších fázích války podporoval plán na zabezpečení pozic, odrážení izraelských protiútoků a vyčkávání na zásah velmocí. Na golanské frontě se ale syrské jednotky dostaly do potíží a Sadat byl Syřany požádán, aby zvýšil bojovou činnost a více poutal izraelské jednotky. Nařídil proto provést 14. října ofenzivu s cílem zatlačit Izraelce zpět. Šazlí se postavil proti a poukazoval na to, že se egyptské jednotky dostanou mimo ochranný raketový deštník a budou více zranitelné. K zabezpečení egyptského předmostí bylo navíc nutné přes kanál přesunout z Egypta i záložní jednotky, s čímž také Šazlí nesouhlasil. Jeho názor ale nebyl brán v potaz. Ofenziva ze 14. října pro Egypt skončila katastrofálně. Jeho jednotky byly zatlačeny zpět a utrpěly těžké ztráty. Izraelcům se podařilo převzít iniciativu a začali postupovat k Suezskému kanálu. Už během bitvy u Čínské farmy se prvním izraelským jednotkám podařilo proniknout na egyptskou stranu kanálu. Šazlí se postavil i proti plánu ministra války na operaci mající za účel izraelské předmostí odříznout a zničit. Poukazoval přitom na špatnou pozici egyptských jednotek. Jeho názor byl ale odmítnut. V následné bitvě se Šazlího obavy potvrdily a 25. egyptská samostatná brigáda ze sestavy 3. egyptské armády postupující kolem Velkého Hořkého jezera padla do izraelské léčky a byla úplně zničena.
Egypťanům se již nepodařilo zabránit v postupu Izraelců na západní břeh průplavu a v rozvinutí bojové činnost (kde chyběly záložní jednotky, proti jejichž odsunu Šazlí protestoval). Jomkipurská válka skončila obklíčením 3. armády a zásahem USA a SSSR.

## 70. léta 20. století
V prosinci 1973 byl propuštěn z pozice náčelníka generálního štábu a bylo mu nabídnuto místo velvyslance ve Velké Británii. Na toto místo nastoupil v květnu 1974. V roce 1975 se přesunul na velvyslanecké místo v Portugalsku, kde setrval až do roku 1978.
V roce 1978, po podepsání dohod z Camp Davidu se stal kritikem této smlouvy, navíc obvinil prezidenta Sadata z vytváření diktatury načež se přesunul do Alžíru jako politický uprchlík. Následně Sadat vydal vzpomínkovou knihu na Jomkipurskou válku, ve které Šazlího obvinil z řady chyb. Na to Šazlí reagoval vydáním vlastních vzpomínek, pod názvem Deník říjnové války, ve které viní Sadata z vojenských a politických přehmatů, které následovaly po úspěchu operace Badr.

## 80. léta 20. století
V roce 1983 , kdy byl již ve funkci Husní Mubárak byl Šazlí v nepřítomnosti odsouzen ke třem letům vězení za vydání vzpomínkové knihy bez povolení a prozrazení vojenských tajemství.

## 90. léta 20. století
V březnu 1992 se vrátil zpět do Egypta. Na káhirském letišti byl okamžitě zatčen a převezen do věznice k odpykání uloženého trestu. V říjnu 1993 byl na základě všeobecné amnestie z vězení propuštěn. Žil ve své rodné obci a věnoval se psaní.

## Roky 2000 - 2011
V tomto období se více zapojoval do veřejného života. Vystupoval v arabských televizích, v nichž se vyjadřoval k vojenským otázkám. Zemřel ve vojenské nemocnici 11. února 2011 po těžké nemoci. Krátce na to došlo ke svržení Mubarákova režimu a Šazlímu byla posmrtně udělena vysoká státní vyznamenání.

## Vyznamenání a ocenění
Saas Mohamed el-Husejn El Šazlí během svého života obdržel 24 řádů a medailí. Krátce po revoluci mu byla udělena Hvězda Sinaje. Během svého působení si získal přezdívky Egyptský Dajan (odkaz na izraelského generála Moše Dajana) či arabský Rommel (odkaz na německého tankového generála).
- Národní řád za zásluhy I. třídy – Alžírsko
- řetěz Řádu Nilu – Egypt, 3. října 2012 – udělen prezidentem Muhammadem Mursím za účast v Jomkipurské válce
- vellkostuha Řádu republiky – Egypt, 1974
- velkokříž Řádu za zásluhy – Egypt
- Řád hvězdy Sinaje I. třídy – Egypt
- Medaile za vynikající službu – Egypt, 1972
- Medaile za vojenské službu I. třídy – Egypt
- Medaile zlatého výročí revoluce 23. července – Egypt
- komtur Řádu prince Jindřicha – Portugalsko